# Муйрхертах, сын Эрк
Муйрхертах, сын Эрк (др.‑ирл. Muirchertach mac Ercae), также Муйрхертах, сын Муйредаха (др.‑ирл. Muirchertach mac Muiredaig), сына Эогана, сына Ниалла Девяти Заложников (погиб в 534 или 536) — верховный король Ирландии из рода Кенел Эогайн, одной из ветвей династии Уи Нейллов.

## Биография

### Правление
Достоверной информации о жизни Муйрхертаха мало. Помимо нескольких упоминаний в ирландских анналах, он является героем саги «Смерть Муйрхертаха, сына Эрк» (Aided Muirchertaig Meic Erca).
Под 482 и 483 годом (анналист не был уверен в точной дате) в «Анналах Ульстера» упоминается битва при Охе, где Муйрхертах, Лугайд мак Лоэгайри и Фергус Криворотый (отец Диармайта мак Кербайлла) победили и убили предыдущего Верховного короля Ирландии Айлиля Молта.
Около 489 года, после смерти своего отца Муйредаха мак Эогайна, Муйрхертах получил власть над северо-ирландским королевством Айлех.
Ирландские анналы упоминают битву при Гранараде, где Уи Нейллы победили лейнстерского короля Финдхада мак Гаррху: по одной версии, победу одержал Муйрхертах, по другой — Кайрпре, сын Ниалла Девяти Заложников. Об ещё одной победе над лейнстерцами и их королём Илланном мак Дунлайнге анналы сообщают под 498 годом. Возможно, анналисты по политическим причинам в ряде записей заменили Кайрпре мак Нейлла на Муйрхертаха.
Согласно данным анналов, в самом начале VI века между Муйрхертахом и его тестем, королём Коннахта Дауи Тенга Умой, началась война. Причиной конфликта стало пленение королём Коннахта Эохайда Тирмхама, брата Муйрхертаха, несмотря на то, что король Айлеха обещал брату обеспечить его неприкосновенность. Анналы подчёркивают, что решающую роль в разжигании войны сыграла собственная дочь Дауи, супруга Муйрхертаха королева Дуйнсех. В ходе войны коннахтцы и айлехцы четырежды вступали в сражения друг с другом. В последней из этих битв, произошедшей в 502 году около современного Сегайса на реке Бойл, Дауи Тенга Ума погиб.
Муйрхертах стал преемником на престоле Тары Лугайда мак Лоэгайри.
В 520 или 523 году в битве при Детне (на границе современных графств Лаут и Мит) Муйрхертах мак Эрка и король Айргиаллы Колгу мак Лойте нанесли поражение королю Миде Ардгалу мак Конайллу, павшему на поле боя. Причины этого конфликта точно неизвестны: предполагается, что они были вызваны борьбой королей Муйрхертаха и Ардгала за верховную власть над всеми Уи Нейллами.
Ирландские анналы сообщают также о конфликтах Муйрхертаха мак Эрки с Лейнстером. Упоминается о нескольких крупных сражениях, в котором противником Муйрхертаха были лейнстерцы короля Айлиля мак Дунлайнге. В 528 году верховный король одержал победу над лейнстерским войском в сражениях при Кенн Эйхе (современное селение Кинеаг в графстве Килдэр) и при Ат Сиге (современный Ассей в графстве Мит), а в 533 году подданные Айлиля потерпели от верховного короля сразу три поражения — при Маг Айльбе, при Айльмайне и при Кенн Эйхе.

### Смерть Муйрхертаха
Король Муйрхертах мак Эрка погиб в 534 или в 536 году. О кончине Муйрхертаха «Анналы Ульстера» сообщают в следующих выражениях: «Утопление Муйрхертаха, сына Эрк, то есть Муйрхертаха, сына Муйредаха, сына Эогана, сына Ниалла Девяти Заложников в бочонке, полном вина, в крепости Клетех над Бойном» (лат. Demersio Muirchertaig filii Erce, .i. Muirchertaigh mc. Muireadhaidh mc. Eoghain mc. Neill Naoighiallaigh, in dolio pleno uino in arxe Cletig supra Boinn).
В предании о гибели Муйрхертаха ряд исследователей мифологии видит отражение кельтского мотива «тройной смерти», когда человек одновременно тонет, сгорает и задыхается (может быть также повешен или зарезан). В такой трактовке тройная смерть может отражать трехчастную структуру индоевропейского общества и мифологии в версии Ж. Дюмезиля: повешение связано с первой функцией, жреческой; сожжение или смерть от копья — со второй, воинской, утопление — с третьей, функцией плодородия.
Следует заметить, что «Сын Эрк» (Mac Ercae) фактически не является обозначением родства: скорее всего, это теофорное (в честь божества) имя, которое встречается ещё в огамических надписях.
После гибели Муйрхертаха престол Айлеха перешёл к его сыновьям, Форггусу мак Муйрхертайгу и Домналлу Илхелгаху, а титул верховного короля Ирландии — к Туаталу Маэлгарбу.